# Episodi di The Vampire Diaries (terza stagione)
La terza stagione della serie televisiva The Vampire Diaries, composta da ventidue episodi, è stata trasmessa sul canale statunitense The CW dal 15 settembre 2011 al 10 maggio 2012.
In Italia, la stagione è stata trasmessa in prima visione assoluta dal 7 giugno al 1º novembre 2012 su Mya di Mediaset Premium. È stata trasmessa in chiaro dal 20 febbraio al 1º maggio 2013 su Italia 1.
A partire da questa stagione entra nel cast principale Joseph Morgan. Al termine di questa stagione esce dal cast principale Matt Davis. Sara Canning e Kayla Ewell ricompaiono come guest star.

Immagine dalla sigla della terza stagione. Questa sigla appare anche in tutte le stagioni successive, senza subire variazioni grafiche.

| n° | Titolo originale        | Titolo italiano              | Prima TV USA      | Prima TV Italia   |
| -- | ----------------------- | ---------------------------- | ----------------- | ----------------- |
| 1  | The Birthday            | Il compleanno                | 15 settembre 2011 | 7 giugno 2012     |
| 2  | The Hybrid              | L'ibrido                     | 22 settembre 2011 | 14 giugno 2012    |
| 3  | The End of the Affair   | La fine della storia         | 29 settembre 2011 | 21 giugno 2012    |
| 4  | Disturbing Behavior     | Comportamento molesto        | 6 ottobre 2011    | 28 giugno 2012    |
| 5  | The Reckoning           | La rivelazione               | 13 ottobre 2011   | 5 luglio 2012     |
| 6  | Smells Like Teen Spirit | L'incantesimo                | 20 ottobre 2011   | 12 luglio 2012    |
| 7  | Ghost World             | Mondo di spettri             | 27 ottobre 2011   | 19 luglio 2012    |
| 8  | Ordinary People         | Persone comuni               | 3 novembre 2011   | 26 luglio 2012    |
| 9  | Homecoming              | Ritorno a casa               | 10 novembre 2011  | 2 agosto 2012     |
| 10 | The New Deal            | Sogni prigionieri            | 5 gennaio 2012    | 9 agosto 2012     |
| 11 | Our Town                | La nostra città              | 12 gennaio 2012   | 16 agosto 2012    |
| 12 | The Ties That Bind      | Legami vincolanti            | 19 gennaio 2012   | 23 agosto 2012    |
| 13 | Bringing Out the Dead   | Nel portare fuori i morti... | 2 febbraio 2012   | 30 agosto 2012    |
| 14 | Dangerous Liaisons      | Relazioni pericolose         | 9 febbraio 2012   | 6 settembre 2012  |
| 15 | All My Children         | Tutti i miei figli           | 16 febbraio 2012  | 13 settembre 2012 |
| 16 | 1912                    | 1912                         | 15 marzo 2012     | 20 settembre 2012 |
| 17 | Break on Through        | Punto di svolta              | 22 marzo 2012     | 27 settembre 2012 |
| 18 | The Murder of One       | L'uccisione di uno           | 29 marzo 2012     | 4 ottobre 2012    |
| 19 | Heart of Darkness       | Cuore di tenebre             | 19 aprile 2012    | 11 ottobre 2012   |
| 20 | Do Not Go Gentle        | Non farlo dolcemente         | 26 aprile 2012    | 18 ottobre 2012   |
| 21 | Before Sunset           | Prima del tramonto           | 3 maggio 2012     | 25 ottobre 2012   |
| 22 | The Departed            | Il defunto                   | 10 maggio 2012    | 1º novembre 2012  |

## Il compleanno
- Titolo originale: The Birthday
- Diretto da: John Behring
- Scritto da: Kevin Williamson e Julie Plec

### Trama
Dopo aver lasciato Elena, Stefan segue fedelmente Klaus alla ricerca di Ray Sutton, un lupo mannaro, per raggiungere il suo scopo: creare altri ibridi come lui, lasciando dietro di sé una scia di morte. Stefan è ignaro del fatto che Damon e Alaric lo stanno seguendo, tenendo però Elena all'oscuro delle atrocità dell'amato. Nonostante non sia dell'umore adatto per festeggiare, Elena lascia che Caroline organizzi una festa per i suoi 18 anni che, grazie anche all'aiuto di Tyler, diventa un vero e proprio mega-party. 
Durante la festa tutti sembrano divertirsi tranne Jeremy che, oppresso dai suoi pensieri, dalla lontananza da Bonnie e soprattutto dalle visioni di Vicki e Anna, si confida con Matt, il quale però, troppo ubriaco, non gli dà molto retta. Allo stesso tempo, anche Caroline non riesce a divertirsi a causa dei suoi sentimenti e della gelosia verso Tyler, decidendo di affrontarlo e scoprire che anche lui prova lo stesso. I due ragazzi lasciano la festa e passano la notte insieme. Mentre tutto scorre per il meglio, Damon si reca agli studi televisivi per prendere Andie. Arrivato, però, trova Stefan: per convincerlo a lasciarlo stare, Stefan uccide Andie. Distrutto dall'incontro, a casa Damon deve affrontare anche Elena, che ha trovato il registro dei movimenti e degli omicidi compiuti da Stefan, che, però, pensa siano stati commessi da Klaus. Al termine della serata, mentre Jeremy è ancora scioccato dalla richiesta di aiuto del fantasma di Vicki, Alaric decide di lasciare la casa dei Gilbert per provare a superare la morte di Jenna da solo. Elena riceve una chiamata nel pieno della notte, ma una volta risposto nessuno parla e la ragazza capisce subito che si tratta di Stefan. Cerca di rassicurarlo che riuscirà a tornare come prima. Caroline, dopo aver passato la notte con Tyler, decide di andarsene ma al piano di sotto la signora Lockwood le tende una trappola, riuscendo a neutralizzarla con la verbena.
- Guest star: Dawn Olivieri (Andie Star), Malese Jow (Annabelle Zhu), David Gallagher (Ray Sutton), Cherilyn Wilson (Samara), Kayla Ewell (Vicki Donovan).
- Altri interpreti: Susan Walters (Carol Lockwood), Sarah Cooper (Keisha), Lilly Roberson (Sofie), Diany Rodriguez (Claudine).
- Ascolti USA: telespettatori 3 100 000 – share (18–49 anni) 5%[2]
- Ascolti Italia (free): telespettatori 699 000 – share 8,89%[3]

## L'ibrido
- Titolo originale: The Hybrid
- Diretto da: Joshua Butler
- Scritto da: Al Septien e Turi Meyer

### Trama
Nonostante le parole di Damon, Elena vuole continuare a cercare Stefan e chiede aiuto ad Alaric e a Tyler per scoprire dove si riuniscono i licantropi. Tyler, intanto, ignaro di essere stato sottoposto a un test riguardo alla verbena dalla madre, capisce che qualcosa non va e corre da lei, la quale gli confessa di aver preso Caroline e averla consegnata a Bill Forbes, padre di Caroline ed ex membro del consiglio, in quanto la ragazza è un mostro. Su tutte le furie, Tyler decide di portare con sé la madre durante la sua trasformazione, per mostrarle chi sia in realtà il mostro. Intanto Elena, accompagnata da Alaric, si reca sulle Smoky Mountains, dove Stefan e Klaus stanno trasformando tutti i licantropi in ibridi: Ray, il primo di loro ad essere stato trasformato, attacca Stefan e lo morde, per poi fuggire. Nella fuga il neonato ibrido incontra Elena e Alaric, raggiunti da Damon, e li attacca. I 3 riescono a difendersi, fino a quando l'uomo non inizia a trasformarsi e solo grazie l'intervento di Stefan, Damon riesce a salvarsi e a parlare nuovamente con suo fratello. 
Ucciso Ray, Stefan torna da Klaus e scopre che tutti i nuovi ibridi sono stati uccisi, in quanto qualcosa non è andato per il verso giusto, e Klaus, ignaro del fatto che Elena non sia morta, non riesce a spiegarsi il perché. A Mystic Falls intanto, Jeremy convince Matt ad aiutarlo per incontrare nuovamente Vicki: quando la ragazza gli appare, gli dice che può tornare indietro, per poi lasciare il posto ad Anna, che prega Jeremy di non fidarsi di Vicki, creando ancora più caos nella mente del ragazzo. Tornati a casa, Damon confessa ad Elena di aver capito che Stefan può ancora essere salvato e che vuole aiutarla nella sua missione. Prima di andarsene cerca di farle capire quali siano i sentimenti che prova per Stefan. 
L'indomani la signora Lockwood, vista la trasformazione del figlio, prova a sistemare le cose con Bill, ma lui è sempre più convinto di poter educare Caroline in modo che associ la sete al dolore.
- Guest star: Malese Jow (Annabelle Zhu), David Gallagher (Ray Sutton), Kayla Ewell (Vicki Donovan), Jack Coleman (Bill Forbes).
- Altri interpreti: Susan Walters (Carol Lockwood), Jason Mac (Derek), April Billingsley (Paige), Kelly Sutton (Donna).
- Ascolti USA: telespettatori 2 600 000 – share (18–49 anni) 5%[4]
- Ascolti Italia (free): telespettatori 699 000 – share 8,89%[3]

## La fine della storia
- Titolo originale: The End of the Affair
- Diretto da: Chris Grismer
- Scritto da: Caroline Dries

### Trama
Katherine chiama Damon per informarlo che Stefan e Klaus sono a Chicago, così Damon ed Elena vi si recano per salvarlo. Klaus è lì per incontrare Gloria, una strega che può scoprire il motivo della morte del suo esercito di ibridi. Gloria ha però bisogno di mettersi in contatto con la strega che ha creato la maledizione, ma per farlo ha bisogno di Rebekah, la sorella di Klaus, così l'ibrido è costretto a risvegliarla. 
La strega dice che per contattare la strega serve la sua collana, che non si trova perché Stefan l'ha regalata a Elena. Chicago, anni '20. Stefan conosce Klaus e Rebekah e si innamora di quest'ultima. Una sera, mentre si divertivano, la polizia entra e tutti scappano, inclusi Rebekah e Klaus, che prima di fuggire costringe Stefan a dimenticare di averli mai conosciuti. Nella fuga, Rebekah perde il suo ciondolo e Stefan lo raccoglie. Dopo la fuga, un poliziotto, Mikael, chiede a Stefan se riconosce le 2 persone che sono ritratte nel disegno che mostra al ragazzo (che raffigurava Klaus e Rebekah), ma Stefan, senza i suoi ricordi, risponde di no.
Klaus ripristina la memoria del ragazzo, che così può ricordare di nuovo tutto. Mentre Klaus racconta la storia a Stefan, Damon ed Elena arrivano con l'intenzione di salvarlo. Damon distrae l'ibrido, mentre Elena parla con Stefan, che le dice di non voler tornare indietro. Nel frattempo Caroline è prigioniera di suo padre, che la tortura in modo che reprima i suoi istinti di vampiro, ma Tyler e Liz la salvano portandola via.
- Guest star: Marguerite MacIntyre (Sceriffo Liz Forbes), Claire Holt (Rebekah Mikaelson), Sebastian Roché (Mikael), Jack Coleman (Bill Forbes).
- Altri interpreti: Charmin Lee (Gloria da anziana), Enisha Brewster (Gloria da giovane), Shane Callahan (Liam Grant), Christine Lekas (Lila Grant).
- Ascolti USA: telespettatori 2 740 000 – share (18–49 anni) 5%[5]
- Ascolti Italia (free): telespettatori 633 000 – share 8,48%[6]

## Comportamento molesto
- Titolo originale: Disturbing Behavior
- Diretto da: Wendey Stanzler
- Scritto da: Brian Young

### Trama
A Chicago, Stefan incontra Katherine, che tenta inutilmente di scoprire qualcosa sul piano del ragazzo per tenere Klaus lontano da Mystic Falls. Bonnie, di ritorno dalle vacanze, va a casa di Elena: mentre lei, Caroline ed Elena stanno chiacchierando, la collana di Elena le brucia inspiegabilmente il collo. Gloria, infatti, sta cercando di localizzare l'oggetto per conto di Klaus. Damon, su suggerimento di Forbes, cancella la memoria a Bill, intimandogli di andarsene dalla città, ma il controllo mentale non funziona su di lui e l'uomo minaccia Damon, che cerca di ucciderlo, ma viene fermato da Caroline. 
Jeremy dice a Bonnie di vedere i fantasmi delle sue ex e la giovane strega lo comunica anche ad Elena, a cui restituisce la collana che l'amica le aveva prestato per capire cosa avesse che non andava. In realtà ha parlato con Katherine, che propone a Damon di partire con lei, e lui, pieno di frustrazione per i recenti avvenimenti con Bill, accetta. Intanto Stefan chiede a Rebekah da chi stessero scappando lei e il fratello. La vampira, intuendo che Stefan nasconde qualcosa, lo dice a Klaus, che riporta Stefan a Mystic Falls per verificare se sua sorella ha ragione.
- Guest star: Marguerite MacIntyre (Sceriffo Liz Forbes), Claire Holt (Rebekah Mikaelson), Malese Jow (Annabelle Zhu), Jack Coleman (Bill Forbes).
- Altri interpreti: Susan Walters (Carol Lockwood), Charmin Lee (Gloria da anziana).
- Ascolti USA: telespettatori 2 630 000 – share (18–49 anni) 5%[7]
- Ascolti Italia (free): telespettatori 400 000 – share 9,80%[6]

## La rivelazione
- Titolo originale:The Reckoning
- Diretto da: John Behring
- Scritto da: Michael Narducci

### Trama
Sta per cominciare l'ultimo anno di scuola e Caroline obbliga tutti a partecipare alla "Senior prank", una notte di scherzi, creando un po' di caos nelle classi. Passeggiando per la scuola, Elena si imbatte in Klaus. Questi, furioso per aver scoperto che Elena è ancora viva, decide di trasformare Tyler in un ibrido, facendogli bere il suo sangue, per costringere Bonnie a trovare un modo per impedire la morte dell'amico e quindi di tutti gli ibridi che vuole creare. Stefan, che nel frattempo era sorvegliato da Rebekah, arriva a scuola e Klaus lo ipnotizza, in modo tale che il vampiro faccia ciò che vuole; inoltre scopre che Katherine ha rubato la collana di Rebekah: così, vista la nuova bugia del vampiro, decide che se entro venti minuti Bonnie non avrà trovato una soluzione per i suoi ibridi, Stefan dovrà uccidere Elena. Matt, convinto che Vicki stia cercando di contattarlo si annega nella piscina della scuola, in modo tale che, una volta tornato in vita, possa vedere i morti. Tra la vita e la morte la sorella gli dice che per salvare gli ibridi la doppelgänger deve morire, e Matt lo dice a Bonnie. Intanto il tempo scade e Stefan deve uccidere Elena, ma riesce a combattere la compulsione. Elena scappa ma viene raggiunta da Klaus, che soggioga Stefan, ordinandogli di spegnere la sua umanità, dopodiché gli chiede di bere il sangue di Elena e lui esegue gli ordini. Klaus viene informato da Bonnie che la strega Originale, dal regno dei morti, ordina che Elena muoia, ma Klaus sa che la strega Originale lo odia e capisce che quindi deve fare l'esatto opposto: si reca da Tyler e gli fa bere il sangue di Elena, così questi riesce a completare la trasformazione, senza morire. Katherine intanto rivela a Damon di aver rapito Jeremy, poiché lui può contattare i morti ed Anna, la figlia di Pearl, conosce il nome di una persona che può uccidere Klaus. Per convincerla a parlare Damon ferisce Jeremy e minaccia di farlo nuovamente, allora Anna confessa che la persona che stanno cercando è Mikael, il vampiro cacciatore di vampiri. Damon torna a Mystic Falls dopo aver ricevuto il messaggio di Bonnie e per salvare Elena, dice a Klaus di aver trovato Mikael: questi, terrorizzato, scappa lasciando però Stefan per proteggere Elena, diventata «la sua sacca di sangue ambulante». Matt vede Vicki. Damon promette a Elena che non la lascerà più. Jeremy e Katherine trovano Mikael.
- Guest star: Claire Holt (Rebekah Mikaelson), Malese Jow (Annabelle Zhu), Sebastian Roché (Mikael), Kayla Ewell (Vicki Donovan).
- Altri interpreti: Anna Enger (Dana), Mark Buckland (Chad), Vickie Eng (Infermiera).
- Ascolti USA: telespettatori 2 892 000 – share (18–49 anni) 5%[8]
- Ascolti Italia (free): share 7,08%[9]

## L'incantesimo
- Titolo originale: Smells Like Teen Spirit
- Diretto da: Rob Hardy
- Scritto da: Julie Plec e Caroline Dries

### Trama
Elena comincia ad allenarsi con Alaric per proteggersi dai vampiri. Rebekah, lasciata in città per controllare Tyler, va a vivere a casa Salvatore. Intanto, Stefan e Rebekah vanno a scuola per tenere d'occhio Elena, importante in quanto grazie al suo sangue Klaus può generare i suoi ibridi e Tyler che sembra molto felice di essere un ibrido. Nel frattempo Vicki dice a Matt che esiste un rituale per farla tornare indietro e che ha una strega molto potente che la può aiutare. Jeremy, all'insaputa di Matt e Vicki, riesce a sentire la conversazione fra i due e chiede spiegazioni ad Anna, dopodiché lo dice a Bonnie, che è sempre più risentita per la presenza del fantasma di Anna. 
Matt accetta di effettuare il rituale dettatogli dalla sorella ed ha successo, infatti i due riescono anche a toccarsi. Vicki appena tornata rivela che, se vuole rimanere, deve uccidere Elena per rispettare il patto con la strega, in quanto Elena è la chiave per creare gli ibridi di Klaus e ciò mina l'equilibrio della natura. Matt tenta di fermarla nel suo intento, ma la sorella lo colpisce facendogli perdere i sensi. Dopo essersi risvegliato, Matt chiama Bonnie per chiederle aiuto. Alla sera del falò annuale di inizio anno scolastico, Caroline, Alaric, Elena e Damon cercano un modo per neutralizzare Stefan; un po' in ritardo arriva Tyler, che però si scopre essere stato asservito da Klaus, perché lui l'ha liberato dalla maledizione e dal dolore della trasformazione e perciò Tyler, inconsciamente, gli è grato. Damon accorgendosene lo tramortisce. Dopo essersi risvegliato, Caroline gli spiega la situazione, facendogli notare che sta tornando il ragazzo idiota di un tempo e Tyler le promette che starà più attento, ma appena la ragazza se ne va, arriva Rebekah che gli offre sangue umano. Elena finge di essere ubriaca e di cadere dal corrimano di una rampa di scale: Stefan arriva in suo soccorso e, mentre è distratto, Alaric gli inietta delle dosi di verbena, stordendolo. Mentre Elena sale in macchina mettendo Stefan nel bagagliaio, Vicki blocca la portiera e dà fuoco all'auto; Stefan però ritorna cosciente e sfonda la portiera del cofano, così riescono a salvarsi. Intanto Bonnie, con Matt presente, annulla l'incantesimo di Vicki, mentre il ragazzo dice definitivamente addio alla sorella. Jeremy tenta di chiamare Bonnie per scusarsi, ma mentre è al telefono appare Anna e il ragazzo le dice che probabilmente è apparsa perché lui non riesce a smettere di pensarla; dopodiché i due riescono a toccarsi per la prima volta. Katherine riesce a risvegliare Mikael: questi le assicura di poter uccidere Klaus, ma le rivela che non beve sangue umano, bensì quello dei vampiri e si nutre di lei. Infine, Mason appare misteriosamente a casa Salvatore e colpisce Damon.
- Guest star: Claire Holt (Rebekah Mikaelson), Malese Jow (Annabelle Zhu), Sebastian Roché (Mikael), Kayla Ewell (Vicki Donovan), Taylor Kinney (Mason Lockwood).
- Altri interpreti: Onira Tares (Cheerleader), TJ Hassan (allenatore).
- Ascolti USA: telespettatori 3 030 000 – share (18–49 anni) 5%[10]
- Ascolti Italia (free): share 11,01%[9]

## Mondo di spettri
- Titolo Originale: Ghost World
- Diretto da: David Jackson
- Scritto da: Rebecca Sonnenshine

### Trama
Damon si risveglia dall'aggressione legato ad una sedia e con dei paletti nel corpo e dopo aver appurato che Stefan non è coinvolto nella brutale vendetta, e che invece c'entra Mason Lockwood, riesce a liberarsi e va da Bonnie e Caroline per informare la strega Bennett di quanto accaduto. Preoccupata, e allo stesso tempo confusa per la storia di Jeremy e Anna, Bonnie ha improvvisamente un segno: il suo grimorio si apre su un incantesimo che una volta pronunciato le fa evocare sua nonna, la quale le spiega quanto stia succedendo: mandando via Vicki, lei ha permesso che i fantasmi delle creature sovrannaturali che hanno un conto in sospeso con qualcuno sulla Terra possano ora interagire con i vivi. Bonnie esegue quindi una magia che renda visibili gli spettri per poterli combattere meglio. Nello stesso momento Jeremy, rimasto solo con Anna e pur capendo che quanto sta succedendo non può essere possibile, decide di baciarla proprio quando arriva Elena, che riesce a vedere tutto. Scioccata, Elena riceve una chiamata di Caroline che le spiega quanto sta succedendo e le chiede la sua collana per poter sistemare le cose, collana che al momento è nelle mani di Damon. Propensa a far sparire tutti i fantasmi, Elena ha un ripensamento quando si trova di fronte Lexi, che è riuscita a prendere Stefan e ha deciso di aiutarla a far ritornare l'amico in sé.
Damon, nonostante Alaric ancora non sia disposto a perdonarlo per averlo ucciso, prova a parlare con lui di quanto successo con Mason quando, improvvisamente, il licantropo appare accanto a loro e, dopo aver ottenuto le scuse da parte di Damon, decide di aiutarli ad uccidere Klaus per salvare Tyler. Inizialmente sorpreso dalla proposta, Damon decide di fidarsi di Mason e di seguirlo in un sotterraneo delle cantine Lockwood. Nonostante una trappola per vampiri, i due riescono a fidarsi l'uno l'altro e ad andare avanti fino a quando arrivano ad un varco che i vampiri non possono oltrepassare.
Con l'arrivo della sera, la Notte delle Lanterne in onore dei Fondatori ha inizio e tra le persone presenti Alaric e Jeremy riconoscono i vampiri della cripta che vogliono la loro vendetta. La situazione comincia a peggiorare quando Bonnie e Caroline non riescono a trovare la collana di Elena. Questa intanto osserva come Lexi cerchi di far guarire Stefan, per poi correre da Jeremy e fargli capire che la sua vita non può essere con Anna e quest'ultima riconsegna la collana che aveva rubato. Messi in chiaro i loro sentimenti, Jeremy e Anna si salutano per l'ultima volta e il ragazzo corre da Bonnie per darle la collana. Aiutata dalla nonna Sheila, Bonnie riesce a distruggere il ciondolo facendo così sparire tutti i fantasmi, inclusa Lexi, che ha insegnato ad Elena come fare per far tornare in sé Stefan. Mason ha trovato qualcosa nel sotterraneo, ma non fa in tempo a dire a Damon di cosa si tratta. Anna ritrova sua madre Pearl e insieme trovano la pace. I fantasmi della cripta avevano rapito Carol Lockwood per la loro vendetta, ma Caroline la salva tenendoli a bada fin quando non sono spariti anche loro. Tutto sembra essere finito ed Elena comunica a Stefan che mentre lei vivrà la sua vita, lui rimarrà segregato a soffrire e a cercare di combattere il male. Damon riesce a chiedere scusa ad Alaric, che aiuta così l'amico ed entra nella parte dei sotterranei proibiti a Damon. Qui Alaric vede strane incisioni sul muro delle quali non conosce il significato. 
Bonnie, dopo aver distrutto il ciondolo, caccia via Jeremy per il tradimento con Anna. Rimasta sola vede il ciondolo tornare intatto.
- Guest star: Malese Jow (Annabelle Zhu), Taylor Kinney (Mason Lockwood), Kelly Hu (Pearl Zhu), Arielle Kebbel (Lexi Branson), Jasmine Guy (Sheila Bennett), Stephen Martines (Frederick).
- Altri interpreti: Susan Walters (Carol Lockwood), Frank Brennan (Tobias Fell).
- Ascolti USA: telespettatori 3 280 000 – share (18–49 anni) 5%[11]
- Ascolti Italia (free): telespettatori 436 000 – share 5,22%[12]

## Persone comuni
- Titolo Originale: Ordinary People
- Diretto da: J. Miller Tobin
- Scritto da: Nick Wauters (soggetto); Julie Plec e Caroline Dries (sceneggiatura)

### Trama
Alaric, Damon, Elena e Bonnie, scoprono che sui muri della caverna è incisa la storia degli Originali: Klaus, Elijah, Rebekah e Mikael. Sconvolta dalla notizia, Elena decide di andare a parlare con Rebekah. 
Inizialmente scontrosa, la ragazza decide poi di raccontarle la sua storia. America, X secolo d.C. Klaus, Rebekah ed Elijah si trasferirono insieme a Mikael ed Esther e ai loro fratelli per sfuggire ad un'epidemia che aveva ucciso una della famiglia, vivendo inizialmente in sintonia con i lupi mannari. 
Rebekah e cinque fratelli trascorsero un'infanzia serena, pur nutrendo molta paura nei confronti del padre. In una notte di luna piena, invece di rimanere protetti nelle caverne, Klaus e suo fratello Henrik uscirono per vedere i lupi, ma Henrik morì. Sconvolti dalla faccenda, Mikael ed Esther corsero da Ayana, la loro amica strega, per far tornare in vita il figlio, ma la donna si rifiutò di ricorrere alla magia nera. I genitori decisero così di trasformare i figli in vampiri grazie al potere di Esther, che da allora viene chiamata la strega Originale. Esther prese potere dall'albero più longevo di tutti, una quercia bianca, millenaria, in questo modo diede ai suoi figli e a suo marito l'immortalità. E poiché la quercia bianca aveva dato loro la vita, poteva anche toglierla loro. Sotto l'albero cresceva una pianta, la verbena, per questo per loro è dannosa. Gli Originali bruciarono tutte le querce bianche esistenti. Esther diede loro la forza, la velocità e l'immortalità, erano invincibili. Mikael e i figli, però, divennero presto degli assassini, e dopo che Klaus fece la sua prima vittima seppero la verità: era figlio di un altro uomo, un licantropo. Per questo, Mikael uccise il vero padre di Klaus e tutto il suo branco, successivamente costrinse la moglie Esther a rendere dormiente il lato licantropo di Klaus. Poco dopo anche Esther venne assassinata. Terminando il suo racconto, Rebekah informa Elena che sa che vuole risvegliare suo padre e la mette in guardia dal caratteraccio di Mikael. 
Intanto Damon decide di liberare Stefan e di fargli ritrovare la libertà. Durante la serata, però, i fratelli Salvatore vengono interrotti dall'arrivo di Mikael. L'uomo minaccia di uccidere Damon se Stefan non gli rivela dove sia Klaus. Stipulano così un patto per riportarlo con l'inganno a Mystic Falls. Elena si riunisce ad Alaric e Bonnie, che continuano a studiare i simboli della caverna, e insieme a loro capisce che la storia di Rebekah ha un particolare sbagliato: corre così di nuovo dalla vampira informandola che ad uccidere sua madre fu Klaus e non suo padre. Lasciando sconvolta la ragazza, Elena torna a casa dove ad aspettarla c'è Damon con il quale fa il punto della situazione, per poi addormentarsi accanto a lui.
- Guest star: Claire Holt (Rebekah Mikaelson), Daniel Gillies (Elijah Mikaelson), Sebastian Roché (Mikael), Alice Evans (Esther).
- Altri interpreti: Maria Howell (Ayana), Karlee Morgan Eldridge (Callie).
- Ascolti USA: telespettatori 3 510 000 – share (18–49 anni) 5%[13]
- Ascolti Italia (free): telespettatori 297 000 – share 6,37%[12]

## Ritorno a casa
- Titolo Originale: Homecoming
- Diretto da: Joshua Butler
- Scritto da: Evan Bleiweiss

### Trama
Grazie ad un piano organizzato da Mikael, Stefan, Elena e Damon, con l'aiuto inaspettato di Rebekah, riescono ad attirare Klaus in città convincendolo che Mikael è morto, per farlo poi uccidere dallo stesso Mikael utilizzando un paletto di quercia bianca. Elena è poi costretta a pugnalare Rebekah, per evitare qualsiasi tipo di inconveniente. Mentre il piano prende forma, Caroline organizza il ballo dell'homecoming con l'aiuto di Tyler, il quale però è molto strano a causa della sua nuova situazione di ibrido. A causa dell'allagamento della palestra, la festa viene spostata a casa Lockwood dove Klaus, grazie alla fedeltà di Tyler, ha organizzato una festa per la morte del padre, che aspetta da molto tempo. Sospettando che Elena e gli altri stiano progettando di ucciderlo, l'Originale mostra a Tyler tutti gli ibridi che ha portato con sé, costringendo il ragazzo a stordire Caroline per proteggerla, cosa che più tardi provocherà la rottura tra i due. Durante la festa Stefan baratta la sua libertà per il corpo di Mikael e Klaus si dimostra disposto a concedergliela. Tornato a casa per aggiornare Mikael e Damon della richiesta di Klaus, Stefan viene preso alla sprovvista da Mikael, che lo morde mettendolo fuori gioco ed evitare così che interferisca. Damon e Mikael si presentano alla festa, però Mikael è costretto a rimanere sulla porta poiché non è stato invitato ad entrare. Klaus non ha intenzione di uscire e i due iniziano una discussione. Mikael mostra a Klaus come è riuscito a soggiogare i suoi ibridi e a catturare Elena, ora merce di scambio. Non riuscendo a far crollare Klaus, Mikael si trova costretto ad uccidere Elena e in quel momento, Damon riesce a prendere alle spalle Klaus e a pugnalarlo con il paletto di quercia bianca. Tutto sembra andare per il meglio: Elena si rivela essere in realtà Katherine, che si libera degli ibridi e fugge. In casa, Damon sta per dare il colpo di grazia a Klaus quando improvvisamente Stefan arriva e lo ferma; Klaus afferra il pugnale e uccide una volta per tutte Mikael. Stefan, avendo protetto l'ibrido, ottiene la sua libertà e Damon scappa su tutte le furie. A casa si sfoga con Elena, che riesce a farlo ragionare. In quel momento Damon riceve la chiamata di Katherine che lo saluta. La vampira è fuggita e con lei c'è Stefan: i due, infatti, erano d'accordo per far fallire il piano, in quanto Katherine aveva scoperto che se Klaus fosse morto gli ibridi avrebbero ucciso Damon. 
Ora Katherine, riuscita a far provare nuovamente qualcosa a Stefan, incita l'amico alla vendetta. L'indomani Klaus chiama Rebekah, ignaro del fatto che la sorella è ancora "morta"; poi riceve una telefonata da Stefan, che lo informa che per vendicarsi ha rubato le bare contenenti i corpi della sua famiglia dal furgone di Klaus.
- Guest star: Claire Holt (Rebekah Mikaelson), Sebastian Roché (Mikael).
- Altri interpreti: Kimberly Drummond (Mindy), Zane Stephens (Tony), Matthew Murray (Giocatore di football).
- Ascolti USA: telespettatori 3 170 000 – share (18–49 anni) 5%[14]
- Ascolti Italia (free): telespettatori 413 000 – share 6,83%[15]

## Sogni prigionieri
- Titolo originale: The New Deal
- Diretto da: John Behring
- Scritto da: Michael Narducci

### Trama
La città pullula di ibridi e la sparizione di Klaus influisce negativamente su tutti: Elena sta diventando paranoica perché c'è sempre qualcuno che la segue; Bonnie sogna di continuo le bare chiedendosi cosa si nasconde in quella chiusa; Damon è ubriaco in pieno giorno; Jeremy è depresso, va male a scuola e perde il lavoro. Klaus, furioso con Stefan, decide di cercare un accordo con Elena e Damon che, in realtà, è una minaccia: o riescono a trovare Stefan e recuperare le bare o li ucciderà uno alla volta. Per dimostrare quanto detto Klaus sfrutta Tyler, il quale si avvicina a Jeremy tanto da mettere il ragazzo contro Elena e Alaric facendosi invitare a casa. Improvvisamente, dopo una telefonata, Tyler se ne va e Jeremy, tolto l'anello che gli impedisce di morire, si mette in mezzo alla strada pronto a farsi investire da Tony, un ibrido di Klaus. Solo grazie l'intervento di Alaric Jeremy riesce a salvarsi, finendo però per far uccidere Alaric, fortunatamente munito di anello. Stefan, intanto, nascosto nella casa delle streghe, riesce a contattare Bonnie per chiederle di fare un incantesimo per nascondere le bare alla vista di Klaus. Inizialmente titubante, Bonnie si trova poi coinvolta nel piano quando Elena le racconta cosa Klaus ha fatto a Jeremy. Insieme a Stefan, Bonnie si avvicina alle bare e in particolare a quella dei suoi sogni, ma scopre che è l'unica che non si apre. Aiutati da Bonnie, Damon ed Elena si recano alla casa delle streghe per parlare con Stefan e convincerlo a restituire le bare, ma il tentativo va male. Rimasto solo con Stefan, Damon scopre che Stefan gli ha impedito di uccidere Klaus per salvarlo. 
Dopo uno shock iniziale, i due tornano a parlare di Klaus e finiscono per stringere un patto. Tornata a casa, Elena trova Alaric resuscitato, ma l'anello ha qualcosa che non va e non ha curato le sue ferite. Preoccupata, chiama l'ambulanza, ma il suo arrivo è accompagnato da Tony che ammaliando i portantini li manda via e offre il suo sangue per salvare Alaric, purché Elena lo inviti a entrare. In preda al panico, la ragazza sta per far entrare l'ibrido quando da dietro Jeremy riesce a colpirlo con una freccia, per poi decapitarlo, uccidendolo. Portato in ospedale, Alaric incontra Meredith Fell, una dottoressa che rimane affascinata dalla sua capacità di guarigione, dovuta al sangue che Damon gli ha somministrato. Troppo sconvolta da quanto è accaduto, Elena decide di riconsegnare a Klaus Rebekah, la quale, però, non viene risvegliata dal fratello. A casa, spinta dall'amore per Stefan, Elena convince Damon a soggiogare Jeremy per mandarlo via da Mystic Falls. 
Distrutta al pensiero di quanto fatto al fratello, trova conforto in Damon, che cerca di farle capire che l'ha fatto per il suo bene. Inoltre, il vampiro le racconta la verità su come Stefan lo abbia salvato la sera del ballo, facendolo sentire ancora di più in colpa per i sentimenti che prova per lei, ma nonostante ciò decide di rischiare e baciarla, senza che questa volta la ragazza si tiri indietro.
- Guest star: Claire Holt (Rebekah Mikaelson), Torrey DeVitto (Meredith Fell).
- Altri interpreti: Kimberly Drummond (Mindy), Zane Stephens (Tony), Justine Ezarik (Barista), Zach Sale (Soccorritore).
- Ascolti USA: telespettatori 3 320 000 – share (18–49 anni) 5%[16]
- Ascolti Italia (free): telespettatori 252 000 – share 7,86%[15]

## La nostra città
- Titolo originale: Our Town
- Diretto da: Wendey Stanzler
- Scritto da: Rebecca Sonnenshine

### Trama
Passata la notte in bianco in seguito al bacio con Damon, Elena decide di organizzare una festa a sorpresa per il diciottesimo anno di Caroline. La ragazza però, triste per il fatto di essere bloccata ai 17 anni, non è molto propensa ai festeggiamenti ed Elena, quindi, organizza un funerale a cui partecipano anche Bonnie e Matt. 
Mentre Tyler cerca di non farsi comandare troppo da Klaus, Stefan e Damon convengono che in città ci sono troppi ibridi e, per rimediare, Stefan decide di giocare un'ulteriore carta: si reca da Klaus e, dopo avergli parlato, decide di uccidere davanti ai suoi occhi uno dei suoi ibridi, scatenando l'ira dell'Originale.
Il funerale di Caroline procede per il meglio, fino a quando arriva Tyler. Il ragazzo, fiero di aver disobbedito a Klaus che gli aveva ordinato di mordere Caroline, dichiara il suo amore alla vampira che, sorpresa, lo bacia. Improvvisamente però, Tyler la morde.
Damon, intanto, è alla raccolta fondi per il restauro di Wickery Bridge e incontra Klaus, che sta cercando di raccogliere consensi da Carol Lockwood per allearsi con il Consiglio contro Stefan. Anche quest'ultimo fa la sua comparsa all'evento, ma, grazie a Damon, la strage di ibridi davanti a tutti è evitata. Poco dopo, Damon prova a chiamare Elena, ma scopre che suo fratello l'ha presa per minacciare ulteriormente Klaus. Damon allora corre ad avvertire l'ibrido il quale, non convinto dalla messa in scena di Stefan, lo chiama per sfidarlo. Stefan in risposta, fa bere il suo sangue ad Elena e arriva ad un passo dall'ucciderla per poi trasformarla, fermato solo da Klaus che cede al volere del vampiro. Elena rimane scioccata dal comportamento di Stefan.
Matt, intanto, porta a casa una Caroline morente. Poco dopo Klaus compare alla porta e, dopo aver convinto Liz a farlo entrare per poter aiutare Caroline, va nella sua stanza, dove la convince a rimanere in vita e la guarisce con il suo sangue. L'indomani, al suo risveglio, Caroline trova sul comodino un regalo da parte sua.
Elena saluta Jeremy prima di lasciarlo andare a Denver: anche Bonnie, capite le ragioni di Elena, decide di dirgli addio, evitando di rivelargli che è stato soggiogato. Alaric intanto incontra nuovamente la dottoressa Fell, scoprendo che la donna sa dell'esistenza dei vampiri e, interessato a lei, comincia a frequentarla.
Damon viene chiamato dallo sceriffo Forbes per un omicidio nel bosco: è Brian, il medico legale capo della dottoressa Fell, nonché suo ex fidanzato, ucciso con un paletto nonostante non sia un vampiro.
- Guest star: Marguerite MacIntyre (Sceriffo Liz Forbes), Torrey DeVitto (Meredith Fell).
- Altri interpreti: Susan Walters (Carol Lockwood), Kimberly Drummond (Mindy), Daniel Newman (Daniel Warren), David Colin Smith (Brian Walters).
- Ascolti USA: telespettatori 2 860 000 – share (18–49 anni) 5%[17]
- Ascolti Italia (free): telespettatori 508 000 – share 7,13%[18]

## Legami vincolanti
- Titolo originale: The Ties That Bind
- Diretto da: John Dahl
- Scritto da: Brian Young

### Trama
Bonnie continua a fare strani sogni sulla quarta bara e, ultimamente, sogna anche sua madre, Abby Bennett, che, con l'aiuto di Elena, vuole trovare per scoprire se sa qualcosa. Le ricerche di Damon conducono le 2 all'abitazione di Abby, a Monroe. 
Tyler, intanto, chiama Bill Forbes per chiedergli di interrompere il controllo che Klaus ha su di lui e Caroline è d'accordo. La cura consiste nel trasformarsi in lupo finché non si provi più dolore nel farlo. Durante la trasformazione Tyler colpisce Bill, che finisce in ospedale.
Elena, mentre Bonnie e la madre parlano, esce dall'abitazione e scopre che Stefan le ha seguite. I due vengono sorpresi da Jamie, il figlio adottivo di Abby, che spara a Stefan con un fucile a proiettili di legno e lega Elena a un palo. Anche Bonnie viene rapita dalla madre e viene portata da un ibrido di Klaus, il quale aveva ammaliato Jamie per obbligarlo a fermare Stefan ed Elena, mentre Abby avrebbe scoperto l'ubicazione delle bare da Bonnie. In caso contrario, Jamie si sarebbe dovuto sparare. Stefan, a terra dolorante, non può intervenire e così lo fa Elena che, liberatasi, stende Jamie. Poi rimuove il proiettile dal corpo di Stefan e gli confessa di aver baciato Damon. Il vampiro non dice nulla, ma tornato a casa prende a pugni il fratello.
Intanto, Damon va all'ospedale per scoprire se Meredith è responsabile dell'omicidio di Brian: la donna lo verbenizza e gli preleva del sangue. Alaric va a parlare con lei, scoprendo che utilizza il sangue dei vampiri per curare i propri pazienti. I due si promettono che non si nasconderanno più nulla e lui le rivela di essere un cacciatore di vampiri.
Damon, mentre controlla la casa delle streghe, incontra Klaus, il quale minaccia di uccidere tutti i discendenti delle streghe morte, così esse cedono mostrandogli le bare. Nella stanza, però, vi sono solo tre bare e Damon confessa di averne spostata una, quella che non si apre. Klaus si accontenta e si porta a casa le bare dei tre fratelli. Improvvisamente, però, si trova davanti Elijah, che uccide uno dei suoi ibridi. Damon, infatti, lo ha liberato sfilandogli il pugnale dal cuore.
- Guest star: Jack Coleman (Bill Forbes), Torrey DeVitto (Meredith Fell), Robert Ri'Chard (Jamie), Persia White (Abby Bennett), Daniel Gillies (Elijah Mikaelson).
- Altri interpreti: Daniel Newman (Daniel Warren).
- Ascolti USA: telespettatori 2 710 000 – share (18–49 anni) 5%[19]
- Ascolti Italia (free): telespettatori 330 000 – share 8,98%[18]

## Nel portare fuori i morti...
- Titolo originale: Bringing Out the Dead
- Diretto da: Jeffrey Hunt
- Scritto da: Turi Meyer e Al Septien

### Trama
Elijah attacca Klaus che, per fermarlo, lo informa di aver ucciso Mikael e che, se vuole finalmente riunire la famiglia, dovrà rimanergli accanto e aiutarlo a riprendere la quarta bara, ora in mano dei fratelli Salvatore. Di nascosto dal fratello, però, Elijah incontra Damon per parlare e pianificare come distruggere Klaus.
Elena riceve intanto la visita dello sceriffo Forbes, la quale informa la ragazza che l'arma che ha ucciso il medico legale non solo è una delle loro, ma riporta anche le impronte di Elena. 
Preoccupati, Alaric, Damon ed Elena cominciano a sospettare di Meredith che, intanto, ha curato il padre di Caroline con il sangue di Damon. Quest'ultima va in ospedale a trovare il genitore, scoprendo che è stato dimesso. Prima di lasciare anche lei l'ospedale, prova a chiamarlo al cellulare e grazie al suo udito da vampiro percepisce che qualcosa non va: insieme ad Elena, trova infatti il cadavere del padre, che torna in vita solo grazie al sangue di vampiro in circolo nel suo corpo. L'uomo, però, non volendo trasformarsi in un vampiro, decide di lasciarsi morire e si fa portare a casa. Alaric conferma inoltre ad Elena che il coltello usato per uccidere Bill è uno dei loro.
Damon e Stefan vanno a cena da Klaus dove, insieme ad Elijah, cercano di raggiungere un accordo. Klaus racconta loro che sia lui che il fratello si erano innamorati della prima doppelgänger, Tatia, proprio come Stefan e Damon sono entrambi innamorati di Elena. Mentre nella cripta Bonnie ed Abby riescono a smuovere la bara, che improvvisamente si apre, Damon ed Elijah svegliano gli Originali Kol, Finn e Rebekah che, riuniti, si alleano contro Klaus.
Damon e Stefan si allontanano dalla casa e, messi da parte i loro problemi e il racconto di Klaus, riescono a confessarsi che entrambi sono innamorati di Elena.
Quest'ultima, intanto, dopo aver lasciato Caroline con il padre morente, torna a casa con Matt: i due trovano Alaric gravemente ferito dallo stesso killer che ha ucciso Bill Forbes. L'uomo, però, non sa chi l'abbia ferito, quindi per fare in modo che torni in vita grazie all'anello Elena lo finisce, procurandogli così una morte soprannaturale essendo lei una doppelgänger.
Nel frattempo Stefan e Damon raggiungono le gallerie dove trovano Bonnie ed Abby svenute a terra e la bara vuota: a casa degli Originali, si presenta infatti la loro madre, Esther, che sorprende Klaus dicendogli che è lì non per ucciderlo, ma per perdonarlo e per ricostruire la loro famiglia.
- Guest star: Claire Holt (Rebekah Mikaelson), Marguerite MacIntyre (Sceriffo Liz Forbes), Daniel Gillies (Elijah Mikaelson), Torrey DeVitto (Meredith Fell), Jack Coleman (Bill Forbes), Nathaniel Buzolic (Kol Mikaelson), Alice Evans (Esther), Persia White (Abby Bennett).
- Altri interpreti: Caspar Zafer (Finn Mikaelson).
- Ascolti USA: telespettatori 2 740 000 – share (18–49 anni) 5%[20]
- Ascolti Italia (free): telespettatori 429 000 – share 4,84%[21]

## Relazioni pericolose
- Titolo originale: Dangerous Liaisons
- Diretto da: Chris Grismer
- Scritto da: Caroline Dries

### Trama
Dopo aver lasciato Alaric in osservazione all'ospedale, Elena e Matt se ne vanno, ma, una volta salutati, Elena viene aggredita da Rebekah che, pronta ad ucciderla, viene fermata da Elijah, rispettoso del volere di sua madre che non vuole causare problemi.
L'indomani, Elena è a casa con Stefan e Damon e, mentre le domande su come Esther sia viva diventano sempre più lacunose, qualcuno bussa alla porta e, andando ad aprire, Elena trova un invito al ballo dei Mikaelson, il nome della famiglia degli Originali, con tanto di invito personale da parte di Esther. Elena è pronta ad andare, ma i Salvatore si trovano nuovamente in contrasto e, per evitare ulteriori discussioni, Damon decide di accompagnarla. 
Anche Caroline viene invitata al ballo da Klaus, che le manda anche un vestito per l'occasione.
Mentre sono al Grill, Elena e Caroline incontrano Rebekah che davanti ai loro occhi invita Matt al ballo.
Elena, nonostante avesse promesso di non andare, si presenta alla festa, mentre Caroline, indecisa fino all'ultimo, decide di andare indossando il vestito di Klaus. Il ballo ha inizio e, durante i festeggiamenti, Elena incontra Finn, il quale le comunica che sua madre vuole vederla da sola. Così la ragazza, d'accordo con Stefan, blocca Damon e si reca da Esther. Rimaste sole, le due iniziano a parlare ed Esther confessa alla ragazza di voler uccidere Klaus; per farlo, avrà bisogno di qualche goccia del suo sangue per poter unire e uccidere poi tutti i suoi figli con un'unica mossa. Inizialmente spaventata dalla cosa, Elena decide di accettare e di rendersi complice del piano, che ha inizio durante il brindisi. Damon, ripresosi dall'attacco di Stefan, ha una brutta reazione al comportamento di Elena che, durante una discussione, ferisce i suoi sentimenti portandolo ad attaccare l'Originale Kol.
Caroline, ha un avvicinamento con Klaus, che, però, dura poco a causa del comportamento cinico dell'ibrido, il quale, capendo di aver ferito la ragazza, le fa un ulteriore regalo: un suo ritratto. Rebekah, pronta a tutto pur di ferire Elena, si allea con Kol per uccidere Matt, che però, con i suoi modi da cavaliere, fa cambiare idea alla vampira.
A festa conclusa, mentre Esther porta a termine il suo piano grazie all'aiuto di Finn, Elena torna a casa con Stefan; resasi conto di aver ferito Damon e sentendosi in colpa per non aver raccontato ad Elijah del piano di Esther, Elena prova a riavvicinarsi a Stefan che, però, non cede.
Rebekah, andata al Grill per farsi perdonare da Matt per quanto successo con Kol, viene respinta dal ragazzo e quando Damon, frustrato per il rapporto con Elena, tenta di sedurla, la vampira non si tira indietro, finendoci a letto. 
- Guest star: Claire Holt (Rebekah Mikaelson), Daniel Gillies (Elijah Mikaelson), Alice Evans (Esther), Nathaniel Buzolic (Kol Mikaelson).
- Altri interpreti: Susan Walters (Carol Lockwood), Caspar Zafer (Finn Mikaelson).
- Ascolti USA: telespettatori 3 080 000 – share (18–49 anni) 5%[22]
- Ascolti Italia (free): telespettatori 341 000 – 7,23%[21]

## Tutti i miei figli
- Titolo originale: All My Children
- Diretto da: Pascal Verschooris
- Scritto da: Evan Bleiweiss e Michael Narducci

### Trama
Elena scopre che Damon e Rebekah hanno passato la notte insieme e si infastidisce; il suo umore peggiora anche quando capisce che sia lui sia Stefan sono d'accordo con Esther riguardo alla morte di tutti gli Originali. Mossa dalla compassione per Elijah, Elena lo mette al corrente della verità, ma quest'ultimo la imprigiona in una grotta sotto la stretta sorveglianza di Rebekah. Elena, impossibilitata a fuggire, si rintana nella caverna con le incisioni sugli Originali, dove Rebekah, essendo vampira, non può entrare. 
A questo punto, Elijah coinvolge nuovamente Damon e Stefan i quali, per salvare Elena, devono trovare il modo di fermare Esther. Nel frattempo, Esther è entrata in contatto con Bonnie ed Abby le quali, essendo in linea diretta con le streghe Bennett, faranno da canalizzatore per ultimare il rituale.
Non volendo uccidere Bonnie per rompere il legame tra le streghe Bennett ed Esther, Damon e Stefan preparano un altro piano: con l'aiuto di Caroline ed Alaric, riescono a pugnalare Kol e, conseguentemente, a neutralizzare anche gli altri, ma qualcosa nel piano va storto: Klaus, infatti, non rimane bloccato dalla cosa e, quindi, riesce a salvare suo fratello e tutti gli altri. A questo punto, i tre fratelli Originali, di comune accordo, stringono i tempi per l'uccisione di Elena e si recano alla casa delle streghe per fermare la loro madre.
Damon e Stefan arrivano alla vecchia casa delle streghe dove, divisi, mettono in atto il loro piano: mentre Stefan intrattiene Bonnie, Damon trasforma Abby in un vampiro, rompendo così la dinastia Bennett. Poiché Esther è stata fermata, Rebekah lascia andare Elena che, saputo cosa è successo, si reca a casa di Caroline dove Bonnie, però, non vuole vederla.
A casa Salvatore, Stefan chiede a Damon perché abbia voluto sporcarsi le mani con la trasformazione di Abby, visto che in realtà avrebbe dovuto farlo lui. Damon di risposta, confessa al fratello di amare Elena, ma che vede che lui sta cercando di tornare ad essere lo Stefan di un tempo e quindi ha preferito non gravare ancora di più sulla sua coscienza.
Arrivata a casa, Elena trova una lettera di Elijah quale, intanto, insieme a Finn e Kol ha deciso di lasciare la città. Rebekah, invece, vicina a Klaus, gli mostra un video fatto nelle caverne che mostra la possibile esistenza di un'altra quercia bianca, in grado di ucciderli.
Alaric, a casa di Meredith dopo la ferita riportata tempo prima a causa di Klaus, trova dei documenti sulla morte dell'ex coroner e, tra questi, trova anche l'arma del delitto. In quel momento, arriva Meredith che gli punta una pistola e spara.
- Guest star: Claire Holt (Rebekah Mikaelson), Torrey DeVitto (Meredith Fell), Daniel Gillies (Elijah Mikaelson), Nathaniel Buzolic (Kol Mikaelson), Alice Evans (Esther), Persia White (Abby Bennett).
- Altri interpreti: Caspar Zafer (Finn Mikaelson).
- Ascolti USA: telespettatori 2 900 000 – share (18–49 anni) 5%[23]
- Ascolti Italia (free): telespettatori 345 000 – share 3,72%[24]

## 1912
- Titolo originale: 1912
- Diretto da: John Behring
- Scritto da: Julie Plec e Elisabeth R. Finch

### Trama
Lo sceriffo Forbes indaga sui recenti omicidi dei membri del Consiglio. Si ritrova a dover mettere in prigione Alaric, accusato da Meredith di averla minacciata con un coltello e averla costretta a sparargli per legittima difesa. Forbes mette in guardia Damon, dicendogli di non immischiarsi nella sua indagine, ma il vampiro è convinto che la donna stia sospettando della persona sbagliata. 
Nel frattempo Elena viene informata da Matt che la madre di Bonnie completerà la trasformazione in vampiro; e Rebekah indaga per scoprire dove si trova la seconda quercia bianca, piantata secoli prima dagli abitanti della città.
 I recenti eventi di Mystic Falls ricordano a Damon eventi analoghi avvenuti nel 1912 quando, ritornato in città per il funerale di un suo pronipote, reincontra Stefan e fa la conoscenza di una vampira molto vecchia di nome Sage. Damon cerca di aiutare Stefan nella sua disintossicazione dal sangue, promettendogli questa volta di aiutarlo e di non abbandonarlo a se stesso.
Damon fa riferimento ad altri fatti accaduti nel 1912: spinto da Sage, aveva convinto il fratello a nutrirsi di nuovo di sangue, causando la morte di una donna e scatenando in Stefan un nuovo periodo da "squartatore". Ma proprio mentre sta cercando di insegnare a Stefan a controllarsi, e a non alternare periodi di astinenza totale a periodi di abbuffate di sangue, i due vengono visti da Matt ed Elena, la quale scappa via inorridita. Elena e Matt cercano le prove che possano testimoniare che Meredith Fell sia un'assassina, ma mentre i due sono a casa della dottoressa a cercare indizi, vengono scoperti dalla stessa che chiama la polizia. Matt riesce però a rubare un diario della famiglia Gilbert nascosto nell'armadio di Meredith. Su questo diario sono riportate le testimonianze di Samantha Gilbert, una delle nipoti di Jonathan Gilbert, divenuta pazza dopo essere resuscitata più volte grazie all'anello che protegge da morti soprannaturali. I sospetti ricadono quindi di nuovo su Alaric.
- Guest star: Claire Holt (Rebekah Mikaelson), Torrey DeVitto (Meredith Fell), Marguerite MacIntyre (Sceriffo Liz Forbes), Cassidy Freeman (Sage).
- Altri interpreti: Susan Walters (Carol Lockwood), Hannah Fierman (Marianna Lockwood), Lindsey R. Garrett (Samantha Gilbert), Lee Spencer (Sceriffo Gerald Forbes), Marcus Hester (Zachariah Salvatore), Arthur Bridgers (Imbonitore), Sarah Wheeler (Donna).
- Ascolti USA: telespettatori 2 640 000 – share (18–49 anni) 5%[25]
- Ascolti Italia (free): telespettatori 245 000 – share 4,71%[24]

## Punto di svolta
- Titolo originale: Break on Through
- Diretto da: Lance Anderson
- Scritto da: Rebecca Sonnenshine

### Trama
Dopo aver capito che qualcosa in Alaric non va, Meredith lo porta a fare un check-up totale in ospedale, senza però rilevare niente di anomalo. Elena chiede a Bonnie di aiutare Alaric, pensando che una strega possa rimediare ad un problema provocato da un anello magico. All'inaugurazione della ristrutturazione del Wickery Bridge, Damon incontra Sage la quale, sapendo che Finn, il suo unico amore, è tornato in vita, vorrebbe unirsi a lui ma Rebekah, mostrando l'odio per la vampira, la informa che suo fratello non è più in città e che non è interessato a rivederla. Damon, nel mentre, accetta l'aiuto di Sage per scoprire cosa voglia realmente Rebekah e, insieme, riescono ad entrare nella mente della vampira e a scoprire che, in realtà, vi è un'altra quercia bianca e Rebekah la sta cercando per sbarazzarsene. Facendo distrarre la vampira da Sage, Damon scopre che il ponte fu costruito proprio con quella quercia e, fidandosi di Sage, decide di andare a procurarsi un nuovo paletto. Arrivato al ponte però, Damon trova Rebekah di fronte ad un falò fatto proprio con il legno del ponte. Sage confessa di aver tradito Damon per salvare Finn: è infatti venuta a conoscenza dell'incantesimo che lega gli Originali. Su tutte le furie, Damon ferisce Sage raccontandole la verità su Finn e sul suo patto con la madre strega per lasciarsi uccidere, il che dimostra che non aveva nessuna intenzione di tornare da Sage. Stefan ed Elena, intanto, collaborano per aiutare Alaric e trovare la sua fede nuziale, che può permettere a Bonnie di aiutarlo: la strega, infatti, necessita di un oggetto personale dell'uomo indossato prima di indossare per la prima volta l'anello magico. In casa dell'uomo, i 2 trovano tutte le prove che lo collegano agli omicidi e una lista con tutti i nomi dei fondatori da uccidere con un biglietto lasciato a Jeremy per continuare poi la sua battaglia. 
Preoccupata, Elena si allarma ancora di più quando Stefan le confessa che la sua antenata Samantha Gilbert, al momento del suicidio, non indossava più l'anello: a casa infatti, la parte oscura di Alaric prende il sopravvento e attacca Meredith che, ferita, riesce a rifugiarsi in bagno. Tornati di corsa a casa, Elena e Stefan riescono a fermare Alaric permettendo a Bonnie di compiere l'incantesimo e, insieme, riescono a salvare Meredith. L'indomani, Damon si sincera delle condizioni di Alaric, lo aggiorna di quanto successo e lo informa che per un periodo vivranno insieme nel suo appartamento. Al piano di sotto, intanto, Elena e Bonnie riescono finalmente a chiarire la situazione, ignare del fatto che a casa Abby se ne sta andando abbandonando ancora una volta la figlia, nonostante Caroline abbia cercato di fermarla.
Damon torna a casa e trova Stefan intento a brindare all'autocontrollo ritrovato; dal canto suo anche Damon ha qualcosa per cui brindare: ha infatti scoperto che la vecchia insegna del ponte, che Alaric aveva a restaurare, è fatta dello stesso legno del ponte stesso, e quindi con quello della quercia bianca. I due fratelli hanno così una nuova possibilità di liberarsi degli Originali.
- Guest star: Claire Holt (Rebekah Mikaelson), Torrey DeVitto (Meredith Fell), Persia White (Abby Bennett), Robert Ri'Chard (Jamie), Cassidy Freeman (Sage).
- Altri interpreti: Susan Walters (Carol Lockwood), John Paul Marston (Pianista).
- Ascolti USA: telespettatori 2 750 000 – share (18–49 anni) 5%[26]
- Ascolti Italia (free): telespettatori 307 000 – share 5,92%[27]

## L'uccisione di uno
- Titolo originale: The Murder of One
- Diretto da: J. Miller Tobin
- Scritto da: Caroline Dries

### Trama
Dopo aver ottenuto 12 paletti dall'insegna del Wickery Bridge, Stefan e Damon informano del loro piano anche Caroline, Elena e Matt. 
Intanto però, ignaro di tutto, Klaus riunisce i fratelli e porta con sé a Mystic Falls anche Finn che, con l'aiuto di Sage, riesce a convincerlo ad aiutarlo per dividere nuovamente il legame creato dalla madre. Per fare ciò, Klaus tiene in ostaggio Bonnie che, sotto la minaccia di veder ucciso prima Jeremy e poi sua madre, è costretta ad assecondarlo.
A casa Salvatore, Damon controlla che Alaric stia bene quando, colto di sorpresa, viene preso da Rebekah che, dissanguandolo per potergli togliere la verbena dal corpo, si diverte a torturarlo. Elena e Caroline incontrano Finn e Sage in piazza e, nonostante Elena voglia andare a salvare Damon, decide di seguire i consigli di Stefan e mettere in scena il primo piano per uccidere l'Originale. Il piano viene attuato al Mystic Grill: proprio mentre Bonnie riesce a portare a termine l'incantesimo, Stefan, Matt ed Elena uccidono Finn. Tornati a casa per comunicare la notizia a Caroline, Elena riceve la chiamata di Bonnie che la informa dell'incantesimo, delle minacce di Klaus e di aver visto Damon moribondo. Delusi dall'esito negativo del loro piano, Stefan decide di andare ad affrontare Klaus quando, però, viene fermato da Sage e Troy, un vampiro da lei creato. La vampira è furiosa per la morte dell'amato ma, proprio quando sta per avere la meglio su Stefan, Sage, e subito dopo anche Troy, cade a terra morendo poco dopo. Stupiti, Stefan, Elena e Caroline capiscono che la morte di Finn ha provocato anche la distruzione di tutta la sua discendenza di sangue.
Conscio della nuova situazione, Stefan si reca da Klaus con otto paletti ma, a causa dell'impossibilità di Damon di rimanere impassibile alla persuasione, Klaus scopre che quelli non sono tutti i paletti e così, su tutte le furie, lascia andare i fratelli Salvatore a patto di avere indietro tutti i paletti. Tra Rebekah e Klaus la tensione cresce notevolmente quando la vampira capisce che il rapporto di amore e di famiglia che hanno Damon e Stefan non apparterrà mai a lei e a suo fratello.
A casa, intanto, dopo uno sfogo con Caroline, Elena riesce finalmente a parlare con Stefan, il quale le confessa di amarla ancora e di incolparsi per l'amore che ora lei prova per Damon. Di contro, Elena non riesce a rispondere al ragazzo, non sapendo neanche lei cosa provi realmente. Intanto Damon, recuperato il suo paletto per darlo a Klaus, va a casa di Alaric per recuperare l'ultimo ma, quando va a prenderlo nel luogo dove l'aveva nascosto, Alaric si rende conto che non c'è più e, consapevole insieme a Damon, capisce che a nasconderlo è stato il suo alter ego omicida.
- Guest star: Claire Holt (Rebekah Mikaelson), Caspar Zafer (Finn Mikaelson), Cassidy Freeman (Sage).
- Altri interpreti: Linds Edwards (Troy).
- Ascolti USA: telespettatori 2 440 000 – share (18–49 anni) 5%[28]
- Ascolti Italia (free): telespettatori 307 000 – share 5,92%[27]

## Cuore di tenebre
- Titolo originale: Heart of Darkness
- Diretto da: Chris Grismer
- Scritto da: Brian Young e Evan Bleiweiss

### Trama
Alaric decide di farsi rinchiudere nella cella in casa dei Salvatore per forzare il suo alter ego ad uscire allo scoperto e confessare dove abbia nascosto il paletto. Così, mentre Stefan rimane con lui a torturarlo per farlo confessare, sotto la pressione continua di Klaus, Elena, su consiglio dello stesso Stefan, che vuole aiutarla a capire che cosa provi per il fratello, si reca con Damon a Denver per informare Jeremy di quanto stia accadendo.
Caroline con l'aiuto di Matt, riesce a raggiungere Tyler, tornato in città per lei. I 2 passano momenti di passione che, però, vengono poi rovinati dalle parole di Caroline: la ragazza, infatti, mette al corrente Tyler del problema della discendenza di sangue e che, se Damon e Stefan scoprono di non discendere da Klaus, lo uccideranno, con conseguente morte anche del ragazzo. 
Tornati a casa, Caroline e Tyler hanno una brutta discussione a causa del ritratto della ragazza eseguito da Klaus, e che Caroline tiene in camera.
Rebekah torna a casa da scuola accompagnata da Matt e, rientrata, trova ad aspettarla sua madre che, dopo averle confessato di amarla, le muore tra le braccia.
A Denver, vedendo che con Elena c'è anche Damon, Jeremy capisce che qualcosa non va e, avendo appuntamento con un suo amico, saluta i due per recarsi da lui. Damon ed Elena stanno andando via quando scoprono che l'amico di Jeremy è Kol e, riuscendo a bloccarlo per un po', i tre si nascondono in un motel, dove Jeremy riesce ad entrare in contatto con Rose. Deludendo le loro speranze, Rose informa Damon di essere stata trasformata da un vampiro, Mary, e non da un Originale, ma promette che si informerà per sapere dove trovare Mary. La notte, Elena non riesce ad addormentarsi e inizia a studiare di sottecchi Damon: questi, vedendo che la ragazza lo sta guardando, la raggiunge. I due parlano del sogno che Damon ha donato a Rose pochi attimi prima che morisse e hanno un intenso scambio di sguardi in seguito al quale Elena esce dalla stanza e, raggiunta da Damon, non riesce a resistergli e lo bacia. La passione tra i due viene però interrotta dall'arrivo di Jeremy che li informa che Rose ha trovato la casa di Mary. Arrivati sul posto, Damon ed Elena scoprono che la vampira è stata uccisa e, ad aspettarli, c'è Kol, che si riprende la rivincita su Damon. Rimasti nuovamente soli, Damon vuole capire cosa pensi Elena, ma la ragazza è ancora troppo confusa e litiga con lui. In macchina, in un clima di silenzio e tensione, Jeremy riesce a capire, grazie a Rose, che tra i due c'è qualcosa di profondo che potrebbe trascendere i sentimenti che Elena prova per Stefan.
A casa Salvatore intanto, Stefan riesce a far uscire l'alter ego di Alaric, che gli confessa di aver nascosto il paletto nella grotta dove i vampiri non possono entrare. Accompagnato da Rebekah, mentre Stefan rimane solo con Klaus, Alaric recupera il paletto e, stando al sicuro, cerca un patto con Rebekah. Improvvisamente, però, la vampira riesce a varcare la soglia e, sorprendendo Alaric, gli rivela che il corpo di Rebekah è ora posseduto da sua madre Esther.
- Guest star: Claire Holt (Rebekah Mikaelson), Nathaniel Buzolic (Kol Mikaelson), Alice Evans (Esther), Lauren Cohan (Rose).
- Ascolti USA: telespettatori 2 210 000 – share (18–49 anni) 5%[29]
- Ascolti Italia (free): telespettatori 580 000 – share 4,45%[30]

## Non farlo dolcemente
- Titolo originale: Do Not Go Gentle
- Diretto da: Joshua Butler
- Scritto da: Michael Narducci

### Trama
Dopo aver fatto credere a Klaus di aver recuperato l'ultimo paletto, Rebekah-Esther si reca da Alaric che, avendo lasciato entrare il suo lato oscuro, asseconda la ragazza e, uccidendola, permette ad Esther di riprendere il suo corpo. Dopo aver mentito a Damon riguardo al suo vero io, Alaric si consegna ad Esther per poterle far ultimare il suo piano.
Intanto i preparativi per il ballo in tema Anni 20 sono quasi terminati e, spinta da Caroline, Elena decide di invitare Stefan. 
Le cose sembrano andare per il meglio quando arriva Damon che, dopo aver scoperto che Alaric non ha mai preso le erbe dategli da Bonnie, suggerisce agli amici di mettere fine alle sofferenze dell'uomo: Jeremy, però, è fortemente contrario e se ne va, seguito dalla sorella che cerca di calmarlo. All'esterno, Elena incontra Esther che riesce a convincerla a seguirla. Usciti in cerca della ragazza, i fratelli Salvatore si rendono conto di essere bloccati nella scuola a causa di un incantesimo fatto da Esther e così, mentre sono sotto minaccia anche di Klaus, preoccupato per i piani della madre, Bonnie cerca di rompere l'incantesimo.
Arrivate al cimitero, Elena è sollevata quando vede Alaric ma, una volta vicina a lui, capisce che quello non è il vero Alaric: come spiegato da Esther, infatti, l'uomo ha definitivamente abbracciato il suo lato oscuro, così come lei stessa aveva progettato durante le varie morti dell'uomo. Ora, grazie al sangue di Elena, Esther potrà ultimare l'incantesimo per trasformare Alaric nell'arma perfetta: un vampiro Originale cacciatore di vampiri, così come fece con Mikael. Sconvolta, Elena tenta di dissuadere Alaric, il quale, però, accecato dalla sua parte più nera, porta a termine l'incantesimo per poi lasciarsi uccidere sotto gli occhi increduli della ragazza.
A scuola, Bonnie scopre dove si trovano e, nonostante le opinioni contrarie, in soccorso di Elena vanno Matt e Jeremy, gli unici in grado di superare la barriera. Arrivati al cimitero, però, Esther con i suoi poteri prova ad uccidere i ragazzi, tentativo che fallisce grazie al rinvenimento di Alaric che, ritornato lucido, la uccide.
Liberi dall'incantesimo, tutti si recano al cimitero dove Alaric, messo al corrente dei fatti, decide di lasciarsi morire in solitudine nel mausoleo dei Salvatore, mentre Elena, in preda ad una crisi, trova conforto in Stefan.
Klaus dopo aver ripreso il corpo di sua madre, toglie il pugnale dal corpo di Rebekah e promette davanti al corpo di sua madre che la donna non riuscirà mai a distruggerlo.
Bonnie, dispiaciuta per non aver potuto fare niente, torna a casa con Jamie ma, durante la notte, riceve la visita del fantasma di Esther. Così, mentre Damon decide di fare compagnia ad Alaric prima della sua morte, Bonnie, sonnambula, si reca al cimitero dove, dopo aver bloccato Damon con un incantesimo, porta a termine quanto iniziato da Esther: Bonnie si ferisce dando così il suo sangue all'uomo che, facendo prevalere il suo nuovo lato vampiro, si nutre di lei, lasciandola a terra priva di conoscenza.
- Guest star: Claire Holt (Rebekah Mikaelson), Torrey DeVitto (Meredith Fell), Robert Ri'Chard (Jamie), Alice Evans (Esther).
- Ascolti USA: telespettatori 2 230 000 – share (18–49 anni) 5%[31]
- Ascolti Italia (free): telespettatori 413 000 – share 5,43%[30]

## Prima del tramonto
- Titolo originale: Before Sunset
- Diretto da: Chris Grismer
- Scritto da: Charlie Charbonneau e Daphne Miles (soggetto); Caroline Dries (sceneggiatura)

### Trama
Nel pieno delle forze, Alaric si è rifugiato a scuola, dove attacca Rebekah e Caroline, rapendo quest'ultima. Terrorizzata, Rebekah corre ad avvertire Klaus che, deciso a prendere Elena, lascia andare la sorella per recarsi a casa Gilbert. Klaus, non riuscendo ad entrare perché non invitato, cerca di attaccare i Salvatore dall'esterno per obbligarli ad invitarlo. In quel momento però, Elena riceve la chiamata di Alaric e, preoccupata per Caroline, scappa da casa per raggiungere la scuola senza dire niente a nessuno. Stefan, Damon e Bonnie, dopo aver ricevuto una telefonata da Alaric, si alleano con Klaus per fermare il nemico comune. Bonnie propone di eseguire su Alaric lo stesso incantesimo che Abby fece anni prima su Mikael. Abby però informa Bonnie che per poter fermare il cuore di Alaric, e quindi prosciugarlo del sangue, deve fermare anche il cuore di un umano. Jeremy si offre volontario per il sacrificio, sicuro di poter resuscitare grazie all'anello magico.
Entrati di soppiatto nella scuola, i 3 vampiri si separano per attuare il piano: Klaus salva Caroline mentre, dopo aver tolto Elena dalle mani di Alaric, Damon e Stefan provano a fermarlo e, dopo l'intervento di Klaus riescono ad attivare il contatto con Bonnie. 
Il piano però fallisce: Alaric neutralizza i Salvatore, e Klaus, da solo, non riesce a tenergli testa. Solo l'intervento di Elena riesce ad evitare il peggio: la ragazza, infatti, si è resa conto che la sua vita e quella di Alaric sono legate, e la morte di lei porterebbe alla fine dell'esistenza del vampiro. Appresa la debolezza dell'immortale, Klaus si libera e fugge con Elena.
Arrivati a casa, Elena si risveglia legata ad una sedia con Klaus che la sta prosciugando del sangue: l'Originale, infatti, ha deciso di drenarle il sangue per poter creare altri ibridi, e contemporaneamente ucciderla per liberarsi di Alaric. Tyler, però, liberatosi dall'asservimento verso Klaus, libera Elena e, con l'aiuto di Stefan e Damon, riesce a bloccarlo. Stefan afferra il cuore dell'Originale permettendo a Bonnie di entrare in contatto con loro e disidratarlo. L'incantesimo ha successo, Klaus viene fermato e Jeremy, come previsto, resuscita poco dopo la morte. Il capitolo Klaus sembra chiuso ed Elena viene accompagnata a casa da Damon e Stefan i quali, per evitare di essere uccisi da Alaric, si allontanano per gettare il corpo di Klaus in mare. Prima di mandarli via però, Elena confessa loro di non sapere chi scegliere tra i 2, per paura di perdere l'altro. 
Entrata in casa, Elena trova i suoi amici ad aspettarla per festeggiare. Felici di aver vinto, Stefan e Damon sono in viaggio quando, insieme, convengono che, qualsiasi sia la scelta di Elena, il loro legame non si romperà e che, per il bene della nuova coppia, uno dei due lascerà la città.
Alaric convoca il Consiglio dei Fondatori e svela la natura di Tyler e Caroline a tutti e fa sollevare il sindaco Lookwood e lo sceriffo Forbes dai loro incarichi.
Finita la festa, Elena, rimasta sola, sviene all'improvviso e le inizia a sanguinare il naso.
- Guest star: Claire Holt (Rebekah Mikaelson), Marguerite MacIntyre (Sceriffo Liz Forbes), Persia White (Abby Bennett).
- Altri interpreti: Susan Walters (Carol Lockwood), Hillary Anne Harley (Infermiera).
- Ascolti USA: telespettatori 2 540 000 – share (18–49 anni) 5%[32]
- Ascolti Italia (free): telespettatori 797 000 – share 4,90%[33]

## Il defunto
- Titolo originale: The Departed
- Diretto da: John Behring
- Scritto da: Brett Matthews e Elisabeth R. Finch (soggetto); Julie Plec (sceneggiatura)

### Trama
Risvegliatasi in ospedale dopo un sogno che la riporta indietro a quando i suoi genitori e la zia Jenna erano ancora accanto a lei, Elena non capisce cosa stia succedendo mentre, nell'altra stanza, Jeremy avverte di quanto successo Damon e Stefan che, preoccupati per Elena, ordinano al ragazzo di portarla a casa.
Le preoccupazioni dei fratelli Salvatore si mostrano fondate: Alaric, infatti, dopo aver denunciato i metodi poco ortodossi di Meredith, ha firmato il foglio per dimettere Elena e portarla con sé. Arrivato nella stanza della ragazza, però, non la trova: Matt, Jeremy, Tyler e Caroline, infatti, l'hanno portata a casa dove se ne prenderanno cura loro. Mentre Elena sogna i momenti in cui la sua unica preoccupazione era il futuro con Matt, Tyler e Caroline vengono chiamati dalle rispettive madri che, mettendoli al corrente del fatto che Alaric li ha denunciati al consiglio, organizzano la loro fuga.
Stefan è intanto tornato a casa da Elena dove, con sorpresa, arriva anche Elijah. D'accordo sia con lui, sia con Jeremy, forniscono un indirizzo sbagliato ad Alaric per allontanarlo dal corpo di Klaus che, intanto, Damon ha portato in un magazzino insieme a Bonnie.
Mantenendo fede al loro patto, Damon aspetta l'arrivo di Rebekah che, però, viene preceduta da Alaric, il quale, dopo aver fermato Damon, comincia a cercare la bara di Klaus. Ripresosi, Damon riesce a precedere Alaric grazie anche all'aiuto di Rebekah. Il piano sembra andare per il meglio ma Alaric, più veloce, riesce ad anticiparli e a fermare i 2 vampiri: sotto gli occhi impotenti di Damon e Rebekah, Alaric uccide Klaus, per poi inseguire Rebekah, fuggita dall'uomo.

A Mystic Falls, Stefan bacia Elena prima di andare ad affrontare l'ennesima prova e, dopo aver ricevuto la chiamata del fratello, si rende conto che forse quella è la loro ultima sera. Intanto, Matt droga Elena e la porta via dalla città, come concordato segretamente insieme a Jeremy. Risvegliatasi, anche Elena viene avvertita della morte dell'Originale e, spinta da Matt, riesce finalmente a fare la sua scelta: chiamando Damon, Elena gli confessa di scegliere Stefan per lasciarlo libero e che forse, se si fossero incontrati prima, la sua scelta sarebbe stata diversa.
In quell'istante, Damon si trova faccia a faccia con Alaric che sembra avere la meglio su di lui. In un flashback, Damon ricorda il suo primo incontro con Elena: era la sera dell'incidente nel quale morirono i suoi genitori e, dopo una chiacchierata, le cancellò la memoria. Alaric, improvvisamente sembra venir meno: in quel momento, infatti, Elena ha avuto un incidente stradale con Matt, causato da Rebekah, che vuole vendicarsi di Alaric per aver ucciso Klaus. L'auto dei due finisce nel fiume ed Elena, vedendo Stefan accorrere in loro aiuto, decide di far salvare Matt.
Caroline, vista la morte di Klaus, corre da Tyler che, colpito da dolori lancinanti, la manda via per non farsi vedere morire. Poco dopo, Bonnie entra nella caverna dove appare Tyler: la strega ha fatto un incantesimo per salvare Klaus e farlo rinascere nel corpo dell'amico: in questo modo, tutta la sua discendenza è salva.
Nello stesso momento, a casa sua, Jeremy incontra Alaric e, capendo che si tratta del fantasma dell'uomo, comprende che sua sorella è morta.
Nello stesso istante, anche Damon capisce che Elena è morta e, di corsa, si reca in ospedale. Fermato da Meredith, la dottoressa lo informa di averle somministrato del sangue di vampiro per curare un'emorragia causata da una caduta: nella stanza accanto, dopo un'apparente morte, grazie al sangue in circolo nel suo organismo, Elena si risveglia in fase di transizione per diventare vampira.
- Guest star: Claire Holt (Rebekah Mikaelson), Daniel Gillies (Elijah Mikaelson), Marguerite MacIntyre (Sceriffo Liz Forbes), Torrey DeVitto (Meredith Fell), Sara Canning (Jenna Sommers).
- Altri interpreti: Susan Walters (Carol Lockwood), Jason MacDonald (Grayson Gilbert), Erin Beute (Miranda Sommers Gilbert).
- Ascolti USA: telespettatori 2 530 000 – share (18–49 anni) 5%[34]
- Ascolti Italia (free): telespettatori 544 000 – share 5,42%[33]